# Калининский сельсовет (Хакасия)
Калининский сельсовет — сельское поселение в Усть-Абаканском районе Хакасии.
Административный центр — село Калинино.

## История
Статус и границы сельского поселения установлены Законом Республики Хакасия от 15 октября 2004 года № 73 «Об утверждении границ муниципальных образований Таштыпского района и наделении их соответственно статусом муниципального района, сельского поселения»

## Население
| 2002  | 2010  | 2012  | 2013  | 2014    | 2015  | 2016  |
| ----- | ----- | ----- | ----- | ------- | ----- | ----- |
| 3936  | ↗5341 | ↗5536 | ↗5794 | ↗5984   | ↗6204 | ↗6585 |
| 2017  | 2018  | 2019  | 2020  | 2021    |       |       |
| ↗6881 | ↗7041 | ↗7242 | ↗7320 | ↗13 938 |       |       |

## Состав сельского поселения
В состав сельского поселения входят 2 населённых пункта:
| № | Населённый пункт | Тип населённого пункта       | Население |
| - | ---------------- | ---------------------------- | --------- |
| 1 | Калинино         | село, административный центр | ↗6867     |
| 2 | Чапаево          | деревня                      | ↗7071     |

## Местное самоуправление
Администрация
с. Калинино, Ленина,  51-В
Глава администрации
- Сажин Иван Александрович